# Starofrizijski jezik
Starofrizijski jezik (ISO 639-3: ofs), povijesni jezik koji pripada skupini ingveonskih (sjevernomorskih) germanskih jezika. Govorio se negdje do sredine 16. stoljeća na obali Nizozemske i sjevernomorskoj obali Njemačke.
Najraniji manuskripti pisani na frizijskom su s kraja 13 stoljeća, a posljednji pisani dokument toga razdoblja datira iz 1573., nakon čega je frizijski relativno malo korišten kao pisani jezik.
Njegovi nasljednici su današnji frizijski jezici, saterlandski (saterfrizijski) [stq], sjevernofrizijski [frr] i zapadnofrizijski [fry].